# Mary Drake
Mary Drake es un personaje ficticio creada en 2015 por I. Marlene King. Ella es un personaje de Pretty Little Liars, y aparece como una de las principales antagonistas de la séptima temporada. Ella es interpretada por Andrea Parker.

## Casting
Andrea Parker había retratado a Jessica DiLaurentis desde la segunda temporada, colocando así a ella como la actriz detrás de Mary Drake, como lo fue Mary gemela idéntica de Jessica. TVLine confirmó que Parker se añadió como actriz regular de la séptima temporada.

## Argumento

### Antecedentes
Los problemas de salud mental de Mary comenzaron a aparecer cuando era un adolescente, después de un incidente en su trabajo. Mientras era niñera, el bebé murió bajo su cuidado y fue enviada al Sanatorio Radley. Mary se vio obligada a permanecer en Radley hasta que ella tuviera 18. Después de eso, la mujer fue readmitida varias veces y finalmente dio a luz a Charles Drake dentro del asilo. Posteriormente, fue adoptado por Jessica y Kenneth y más tarde la transición en Charlotte DiLaurentis y se hizo pasar por CeCe Drake. Mary fue liberada definitivamente de Radley a los 28 años de edad. No se sabe mucho acerca de su paradero de este período de tiempo, sólo que había viajado mucho, sobre todo en Europa y América Latina. En algún momento después de esto, Mary regresó a Rosewood, después de descubrir que su hermana había muerto, y comenzó a trabajar con Elliott Rollins que en realidad se llamaba Archer Dunhill y posiblemente Uber A para vengar la muerte de su hija.

### Temporada 6
La primera aparición conocida de Mary en la serie se llevó a cabo con ella, disfrazada como Jessica, visitando a su sobrina Alison en el hospital y diciéndole que ella estaba contenta con el matrimonio de Alison con Elliott Rollins.
Posteriormente, las imágenes de Mary fueron capturados por los protagonistas, mientras caminaba por el bosque; Sin embargo, ellos no sabían de su existencia y imaginaron a Jessica DiLaurentis en su lugar. Al salir del bosque, Mary regresó a la casa de los DiLaurentis y se reunió Elliott, actual marido de Alison. Entonces, ella le pregunta si Alison "firmó los papeles". Elliott confirma, diciendo que el 51% de las acciones de Grupo Carissimi fueron desviados en el momento que Alison firmó su ingreso en el hospital psiquiátrico. Mary le revela que ella está planeando su venganza contra su hermana gemela, Jessica. Además, Mary observa una imagen de Charlotte en un marco y se dice que ella sería feliz si estuviera viva.

### Temporada 7
En "Tick-Tock, Bitches", Spencer,Aria, Mona, Toby, Ezra y Caleb se dan cuenta de que Mary va a la estación de policía, mientras que están tratando de llegar a un plan en relación con el secuestro de Hanna. Cuando Toby  entra a la estación y le pregunta por qué está ahí, se entera de que Mary es la hermana gemela de Jessica DiLaurentis, y estaba allí para informar de un robo en el Lost Woods Resort, su más reciente adquisición. Pensando que es A. D., comienzan a espiarla e investigan el motel, sólo para descubrir que había comprado todo lo que se necesita para encubrir un asesinato. Más tarde, Mary visita a la residencia Hastings y Spencer la invita a pasar y le ofrece una taza de té. Spencer interroga sutilmente a Mary,puesto que quería saber de la mujer que parece conocer a su familia. Spencer le pregunta por qué su existencia se debe considerar un secreto, una pregunta de la que ella se siente ofendida. Ella se disculpa inmediatamente después, diciendo a Spencer que ella puede ser algo demasiado sensible a veces. Antes de irse, Mary pregunta ¿cómo Spencer sabe que ella está viviendo en Lost Woods Resort y Spencer viene rápidamente con una mentira. Mientras conduce su coche, Mary encuentra a Hanna que acaba de escapar del lugar donde la tenían secuestrada. Ella detiene el coche y la lleva de nuevo con sus amigos a la casa de Spencer. En el episodio 10 "The Darkest Knight", le confiesa a Spencer que es su hija siendo así hermana de Charlotte. Desaparece, pero luego regresa a Rosewood y va a la estación de policía para confesar que ella mató a su hermana Jessica DiLaurentis y ya que Spencer, Aria, Hanna, Emily y Alison son acusadas de matar a Archer Dunhill, Mary se echa la culpa por el asesinato de Archer Dunhill también y es arrestada, En el episodio 20 "Till Death Do Us Apart", se revela que Mary tuvo otra hija llamada Alex Drake y además es la hermana gemela de Spencer. Alex secuestra a Spencer con ayuda de Mona y la mantiene encerrada y se revela que Alex Drake es Uber A. Mientras Spencer está secuestrada ella se da cuenta de que Mary es cómplice de Alex y también se mantiene escondida ahí. Mary le dice a Spencer que no sabía que Alex estaba viva, la vendió a una familia rica en Londres pero después la internaron en un orfanato. Mary le dice a Spencer que no la puede ayudar a escapar y solo se dan un abrazo, pero Spencer le roba un pasador de pelo mientras tanto para forzar la cerradura y salir de ahí. Mary le ruega a Alex para que no mate a Spencer pero ella se enoja y la deja inconsciente. Más tarde las dos son llevadas a la cárcel, pero en el final se revela de que Mona las mantiene secuestradas en un lugar similar a una casa de muñecas y que las va a mantener ahí por siempre.